# Galdakao
Galdakao en basque ou Galdácano en espagnol est une commune de Biscaye dans la communauté autonome du Pays basque en Espagne.
Le nom officiel de la ville, d'environ 30 000 habitants, est Galdakao.

## Toponymie
Galdakao (Galdácano en espagnol) appartient à la série de toponymes basques terminés par le suffixe -ano. Des philologues comme Julio Caro Baroja ou L.M. Mujika ont établi l'hypothèse de travail que tant ce suffixe, que le suffixe -ain, très fréquents dans la toponymie basco-navarraise, sont le fruit le l'évolution du suffixe latin -anum.
Dans beaucoup de régions de l'ancien Empire romain, le suffixe accusatif -anum associé à un nom propre formait le nom des possessions rustiques appelées fundus. Ce nom était généralement celui du propriétaire original du fundus, puisque si par la suite il changeait de possesseur le nom du fundus avait l'habitude de se maintenir invariablement. En suivant cette hypothèse les populations basques au suffixe -ain ou -ano remonteraient leur origine aux asentamientos (établissement) ruraux de l'époque romaine ou de l'Antiquité tardive et Moyen Âge, que maintiendront les règles de dénominations des propriétés héritées de l'époque romaine.
Julio Caro Baroja a analysé les toponymes basques se terminant en -ano en essayant d'établir le nom propre qui se dissimulerait derrière chacun d'eux. Dans le cas de Galdakao, il soutenait qu'il pourrait commencer dans le nom propre Galdus. Bien qu'il ait admis qu'il n'avait pas trouvé ce nom, mais un assez semblable, Galdinus. l'évolution du toponyme est Galdacanum → Galdacano → Galdacao.
« Galdácano » a été fixé au Moyen Âge comme forme écrite du nom, Sans doute en basque (euskara) le nom a continué à évoluer oralement et a donné lieu à Galdacao en perdant le n intervocal, un phénomène très commun de la langue basque dans les derniers siècles. L'actuel nom de la localité en basque est Galdakao est le fruit de cette évolution Galdácano → Galdacao et de l'adaptation à l'orthographe contemporaine du basque qui n'a pas de lettre c Galdacao → Galdakao. En Espagnol on a conservé l'écriture plus ancienne, Galdácano, comme nom formel de la localité.
En 1982, la mairie a décidé de changer la dénomination officielle de la municipalité de Galdácano en Galdakao, en adoptant le nom basque de la localité.
Le gentilé en castillan est galdacanés. En basque on dit galdakoztarra, galdakaotarra et galdakarra, également utilisé en castillan.

## Géographie
La municipalité est limitée au nord par les territoires municipaux de Zamudio, Lezama et de Larrabezua, au sud par Zaratamo et Ceberio, à l'est par Amorebieta-Etxano, Lemoa et Bedia et à l'ouest par Etxebarri et Basauri.

### Quartiers

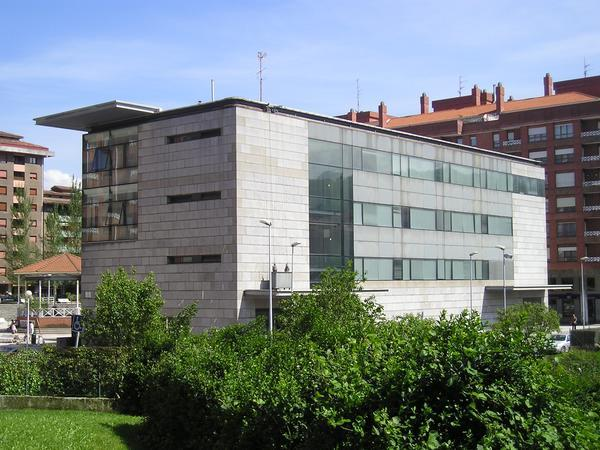
Maison de la culture

- Kurtze (80 % de la population avec 22 677 habitants en 2007) et découpé en 5 localités (Muguru, Plazakotxe, Berezikoetxe, Zabalea, Zabalgane).
- Aperribai
- Arteta
- Bekea
- Bengoetxe
- Berezikoetxe
- Elexalde
- Erletxe
- Olabarrieta-Txistulanda
- Tximelarre
- Urreta
- Usansolo
- Zuhatzu

## Hydrographie
La rivière Ibaizabal constitue le courant plus important de Galdakao. Il reçoit à Urgoiti (le Gallo) les eaux de la rivière Aretxabalagane et à Usansolo celles du Lekubaso.

## Orographie
Galdakao est situé dans la vallée du bas Ibaizabal, aux pieds de la forêt du Ganguren. Sauf dans la zone centrale, le relief est accidenté. Structurellement, elle est intégrée, par le nord, dans ce que l'on appelle le Sinclinorio de Biscaye, formé par des matériaux éocéniques, soulignant les sommets d'Arrezurriaga (329 m), Txispamendi (221 m) et Santa Maria (476 m). Par le sud le terrain s'élève de nouveau, dans la montagne Upo (556 m) et dans les pentes du Mandoia (640 m).

## Démographie
Galdakao a connu une croissance démographique continue, qui a atteint ses niveaux maximaux dans les années 1950 et 1960. La principale cause de cette explosion démographique a été l'établissement d'un grand nombre d'industries dans la vallée de l'Ibaizabal, ce qui a attiré un grand nombre d'immigrants. La crise du milieu des années soixante-dix a mis un terme à cette étape expansive. Cette stagnation de la croissance démographique est rendue évidente tout au long des années 1980. Dans les deux dernières décennies, la croissance continue, surtout grâce aux processus de mobilité résidentielle.
| Évolution démographique entre 1900 et 2007 | Évolution démographique entre 1900 et 2007 | Évolution démographique entre 1900 et 2007 | Évolution démographique entre 1900 et 2007 | Évolution démographique entre 1900 et 2007 | Évolution démographique entre 1900 et 2007 | Évolution démographique entre 1900 et 2007 | Évolution démographique entre 1900 et 2007 | Évolution démographique entre 1900 et 2007 | Évolution démographique entre 1900 et 2007 | Évolution démographique entre 1900 et 2007 | Évolution démographique entre 1900 et 2007 | Évolution démographique entre 1900 et 2007 |
| 1900                                       | 1910                                       | 1920                                       | 1930                                       | 1940                                       | 1950                                       | 1960                                       | 1970                                       | 1980                                       | 1990                                       | 1999                                       | 2003                                       | 2007                                       |
| ------------------------------------------ | ------------------------------------------ | ------------------------------------------ | ------------------------------------------ | ------------------------------------------ | ------------------------------------------ | ------------------------------------------ | ------------------------------------------ | ------------------------------------------ | ------------------------------------------ | ------------------------------------------ | ------------------------------------------ | ------------------------------------------ |
| 2 825                                      | 3 981                                      | 4 886                                      | 6 709                                      | 7 101                                      | 7 733                                      | 10 556                                     | 18 854                                     | 26 755                                     | 28 264                                     | 29 649                                     | 29 765                                     | 29 183                                     |
| Source: Galdácano (es)                     |                                            |                                            |                                            |                                            |                                            |                                            |                                            |                                            |                                            |                                            |                                            |                                            |

## Histoire

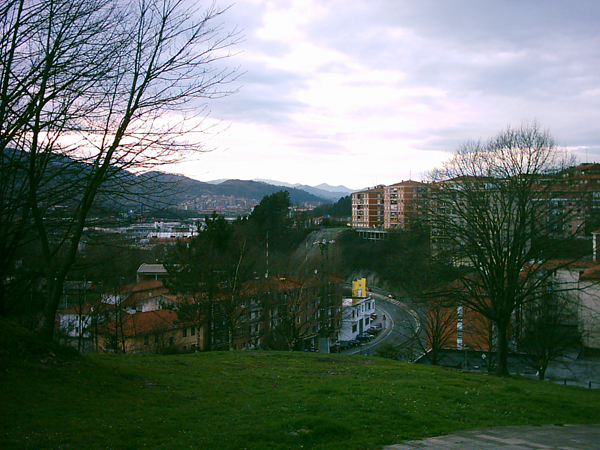
Galdakao. En bas on observe la route Ibaizabal.

Bien qu'on ne sache pas avec exactitude la date de son apparition, l'antiquité de son peuplement est clairement établie. Au XIVe siècle, le même siècle de la fondation de Bilbao, il y a déjà un document qui nous apprend que les agriculteurs « censuarios » (droit royal) , habitants des maisons paysannes de l'elizate de Galdakao (avec d'autres elizates comme San Juan Bedia, Arrigorriaga, Zarátamo et San Miguel de Basauri), ont demandé à l'infant Don Juan, Seigneur de Biscaye et futur roi de Castille, son inclusion dans le voisinage de Bilbao pour être défendu des abus auxquels ils étaient soumis par certains bourgeois.

Rois de Castille : de gueules au château d'or ouvert et ajouré d'azur.

Le 12 mars 1375, on leur accorde le privilège, par document daté à Almanzán, et Galdakao sera rattaché à sa voisine Bilbao, dans laquelle elle restera jusqu'en 1630.
Depuis le XVIe siècle Galdakao, elizate de la mérindade d'Uribe, occupait le vote et le siège 38 des Juntes Générales del Señorío de Vizcaya, en ayant pour son gouvernement général deux fidèles régisseurs, indépendamment de l'existence du conseil ouvert ou croix arrêtée qui prenaient les accords d'une plus grande importance.
Son ancienne paroisse, Santa Maria de Ganguren (démolie en 1782), était située dans un lieu très éloigné, dans la montagne d'où il tire son nom, Ganguren. Pour cette raison, au XIIIe siècle on édifie, pour la remplacer, par le temple de Santa María d'Elexalde. Son fondateur a été Sancho Galdácano y Torrezábal.
Galdakao prit part dans plusieurs luttes, comme la guerre de la Convention (1795), Napoléonienne (1808-1812) et la première guerre carliste (1833-1839). Dans cette dernière, Galdakao a joué un rôle important. L'histoire parle de la maison consistorial très grande qui a servi de garnison par beaucoup de temps aux carlistes, pendant la guerre civile. Jusqu'à la fin de la lutte, Galdakao a été lieu de positionnement des troupes carlistes.
Avec l'arrivée de l'industrialisation, au XIXe siècle, Galdakao, qui depuis d'anciens temps avait eu déjà des dévouements industriels (exploitation de carrières et forges), on a transformé un important centre d'industries, favorisées par l'inauguration, en 1882, du chemin de fer entre Saint-Sébastien (à l'origine appelé Ferrocarril Central de Biscaye), qui traversait la municipalité.
Durant la guerre civile espagnole de 1936, Galdakao est resté du côté des forces loyales à la République jusqu'au 15 juin 1937, date à laquelle elle a été occupée par la 1ª Brigade de Navarre.
Galdakao restait dans l'enceinte récente du Cinturón de Hierro de Bilbao (ceinture du fer de Bilbao), et parmi son industrie puissante on trouvait l'usine de dynamite. Elle a souvent été bombardée pendant les mois de mai et juin par l'aviation nationale, pour permettre à la 1ª Brigade de Navarre d'entrer, après une dure lutte avec les bataillons du gouvernement basque, a réalisé d'importantes destructions.
La période d'après-guerre et de répression conséquente, a eu pour conséquence une stagnation économique, sociale et culturelle. Malgré tout, Galdakao a continué à croître avec une urbanisation progressive.

## Économie

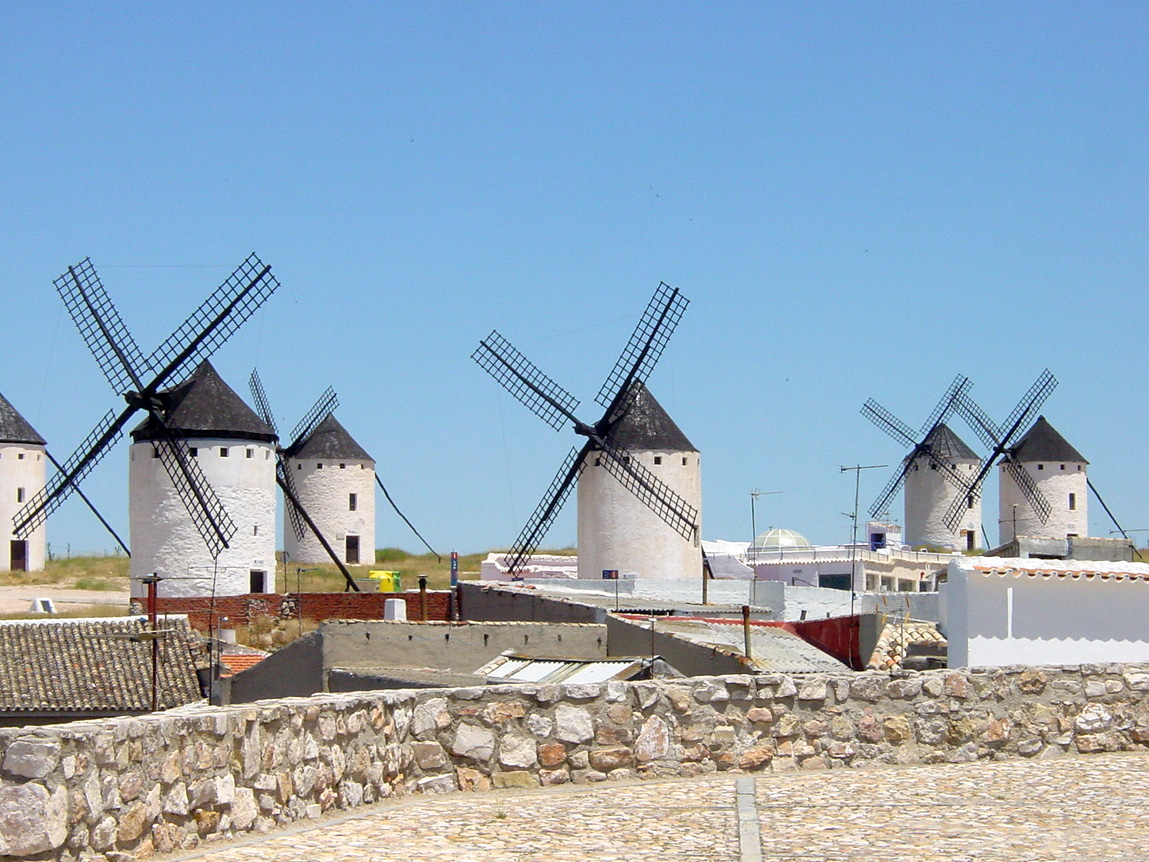
Moulins à vent (Espagne).

Au début du XIXe siècle, la plus grande partie de la population se consacre à l'agriculture, produisant du blé et du maïs, lin, haricots et en élaborant le chacolí (Txakoli, prononcer tchacoli). Deux forges et trois moulins étaient en activité. Au fil du temps, la vie industrielle de Galdakao a augmenté et à ces forges vient s'ajouter une importante usine de dynamite, la S.A. Española de la Pólvora Dinamítica, propriété de la Société d'industrie et de Commerce, établie en 1872 dans le flanc sud de la montagne de Santa Marina. Au XXe, l'industrie a déjà souffert d'une grande expansion à la suite de la décongestion industrielle que subit Bilbao à partir de 1950.
Actuellement, la population active de Galdakao est composé 12 604 par personnes, dont 1 140 se trouvent au chômage, ce qui représente 9,04 % de la population active.

## Communications

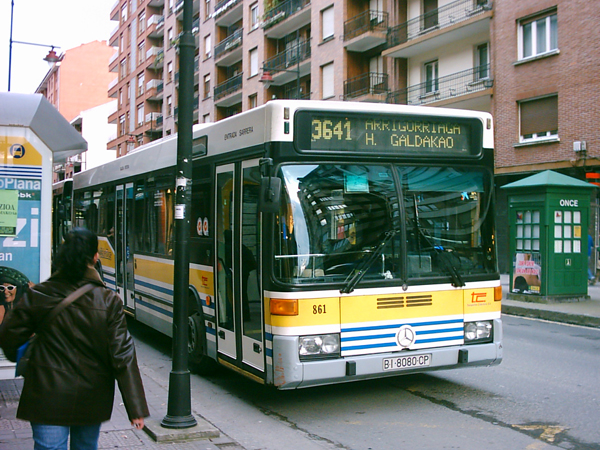
Unidad de BizkaiBus sur la rue Juan Bautista Uriarte, une des principales artères de la cité.

Le service d'autobus de la province, BizkaiBus, et l'entreprise de chemins de fer Euskotren, relient la commune avec Bilbao et avec la comarque de Durangaldea.
Entre avril et mai 2007 on a mené à bien des études pour mesurer la possibilité de porter la Ligne 2 du Métro de Bilbao jusqu'à la municipalité. On a destiné 400 000 € dans le processus, et en conclusion on a décidé la construction de deux arrêts (à Aperribai et dans le centre) qui transporterait quelque 18 000 passagers. Des 4 504 m de parcours prévu, 1 875 se fait en surface. Bien qu'on n'ait pas encore confirmé les dates des travaux, il faut espérer le temps qu'il faut pour la fin des travaux du métro à Basauri. On estime qu'il arrivera à la municipalité en 2025.
Toutefois, le 26 janvier 2008, le plan préliminaire de la nouvelle ligne 5 est devenu public, qui unira l'actuelle gare d'Etxebarri, avec les lignes 2 et 1 ainsi que la future gare d'Usansolo, passant par Aperribai, Galdakao et l'hôpital.

## Personnalités liées à la commune
- Remigio Gandasegi (1871) : évêque et sénateur.
- Santiago Zubieta (1908) : joueur de football du Racing Santander.
- José Mandaluniz (1910) : joueur de football de l'Athletic.
- José Iraragorri (1912) : joueur de football de l'Athletic et international.
- Roque Busquet (1917) : joueur de football de l'Athletic du Real Valladolid.
- Angel Zubieta (1918) : joueur de football international.
- José Bilbao (1918) : joueur de football de l'Athletic Bilbao, Séville et Malaga.
- Alfonso Tutor : journaliste sportif.
- Pedro Apellaniz (1924) : lanceur de javelot, a participé aux Jeux olympiques de Londres de 1948.
- Jose Inazio Basterretxea (1959-) : écrivain et journaliste.
- Julen Gabiria (1973-) : écrivain.
- Arkaitz Estiballes (1977-) : bertsolari.
- Oier Zearra (1977) : pelotari discipline de la main-nue.
- Igor Antón (1983) : Cycliste professionnel.
- Jon Azkueta (1967) : athlète (Champion du monde Junior).
- Cristina Castro (1969) : athlète olympique.
- Victor Diez (1941) : joueur de football professionnel. Champion de ligue 65/66 avec l'Atletico Madrid.